# Trioza cirsii
Trioza cirsii är en insektsart som beskrevs av Löw 1881. Trioza cirsii ingår i släktet Trioza och familjen spetsbladloppor. Arten är reproducerande i Sverige. Inga underarter finns listade i Catalogue of Life.